# マクドノー (DD-9)
|          |                                     |
| 艦歴     |                                     |
| 発注     |                                     |
| 起工     | 1899年4月10日                       |
| 進水     | 1900年12月24日                      |
| 就役     | 1903年9月5日                        |
| 退役     | 1919年9月3日                        |
| その後   | 1920年3月10日にスクラップとして売却 |
| 除籍     | 1919年11月7日                       |
| 性能諸元 |                                     |
| 排水量   | 430トン（常備）                     |
| 全長     | 246 ft 3 in (75.06 m)               |
| 全幅     | 22 ft 3 in (6.78 m)                 |
| 吃水     | 6 ft 8 in (2.03 m)                  |
| 機関     | レシプロエンジン×2                  |
| 出力     | 8,400馬力                           |
| 最大速   | 30ノット (56 km/h、計画)            |
| 乗員     | 士官、兵員72名                      |
| 兵装     | 6ポンド砲7門 18インチ魚雷発射管2門  |

マクドノー (USS Macdonough, DD-9) は、アメリカ海軍の駆逐艦。ベインブリッジ級駆逐艦の1隻。艦名はトーマス・マクドノー代将に因む。

## 艦歴
マクドノーは1899年4月10日にマサチューセッツ州ウェイマスのフォアリバー・シップ・アンド・エンジン社で起工、1900年12月24日にルーシー・シェイラー・マクドノー（マクドノー代将の孫娘）によって命名、進水、1903年9月5日に艦長チャールズ・S・ブックウォルター中尉の指揮下就役した。
整調後マクドノーは7ヶ月間を海軍兵学校生の訓練艦としてメリーランド州アナポリスで過ごし、1904年5月31日に北大西洋艦隊沿岸戦隊に合流、続く3年間を東海岸およびカリブ海での活動に費やした。1907年5月16日にノーフォークの予備役水雷艦隊への配属を命じられ、翌年まで同艦隊で活動した。
1908年11月21日に完全就役状態に復帰したマクドノーは第3水雷小艦隊の旗艦となり、フロリダ州ペンサコーラへ出航した。ペンサコーラを拠点として翌春まで作戦活動に従事し、その後東海岸に帰還した。1909年の夏はニューイングランド沖で大西洋水雷戦隊と共に巡航し、その後メキシコ湾に戻り、セントルイス百周年祝賀祭に参加するためミシシッピ川へ向かった。12月に東海岸に戻り、16日にサウスカロライナ州チャールストンで予備役となる。1910年の夏には夏季演習に参加し、ニューヨークへ2度の巡航を行った以外はチャールストンで2年間留まった。1913年および14年にマクドノーはマサチューセッツの海軍民兵のための夏季巡航を行った。
1915年1月29日、予備役水雷小艦隊から大西洋艦隊潜水小艦隊へ配属される。続く2年間にわたってマクドノーは潜水艦と共にペンサコーラからロードアイランド州ニューポートにかけて艦隊演習および訓練を行った。その後1917年3月27日にミシシッピ川の補充巡航に出航する。6月半ばにマクドノーはルイジアナ州ニューオーリンズを出航し、チャールストンで大西洋艦隊駆逐艦部隊に合流した。1918年1月まで東海岸沖で護衛任務に従事する。1月16日にペンシルベニア州フィラデルフィアを出航、2月20日にフランスのブレストに到着した。その後フランスの沖合に留まり、1919年5月20日まで船団護衛および偵察任務に従事する。その後帰国の途に就き、6月24日にフィラデルフィアに到着、9月3日に退役した。マクドノーは1919年11月7日に除籍され、その船体は1920年3月10日にスクラップとして売却された。